# Natasha Shneider
Natalia Mikhailovna Schneiderman —en ruso: Наталия Михайловна Шнайдерман— (Riga, 22 de mayo de 1956-Los Ángeles, California; 2 de julio de 2008) más conocida como Natasha Shneider, fue una música y actriz estadounidense de origen soviético. Era principalmente teclista y vocalista en el grupo musical Eleven, junto con su pareja y compañero de banda Alain Johannes. 
Shneider contribuyó con canciones de Queens of the Stone Age y junto con Johannes viajó con Queens en 2005 en su gira Lullabies to Paralyze. Murió de cáncer en 2008 a los 52 años.

## Biografía
Shneider nació en Riga, Letonia —en ese entonces parte de la Unión Soviética—, en una familia judía. Hija de padres músicos, demostró talento para la música desde temprana edad.
A principios de la década de 1970 fue miembro de Sovremennik, una orquesta pop estatal, que contó con Natasha Shneider en voz y piano, su primer marido Serge Kapustin en la guitarra y la percusión.
Su hermano Vladimir Shneider produjo y tocó el piano y el teclado en Singing Hearts que fue uno de los grupos más populares de Rusia a mediados de los años 70 y fue fuertemente controlada por las autoridades soviéticas. Vladimir Shneider mencionó:

Cantábamos 37 canciones sobre lo bueno que es el Partido Comunista, y al final —teniendo suerte— se nos permitía tocar una canción suave como Killing me Softly o Ain't no Sunshine. Pero nunca rock.

En mayo de 1976, Natasha Shneider, su marido Kapustin, y su hermano Vladimir huyeron a Occidente y viajaron a Nueva York, tocando en conciertos nocturnos por la ciudad. Dos años más tarde llegaron a Hollywood, donde conocieron a Cuy Costa, jefe de operaciones del estudio de Motown, quien les presentó a Berry Gordy, fundador de Motown Records, quien los contrató con el nombre de Black Russian: fueron la primera banda de Rusia en contratar con un sello «grande». En junio de 1980 lanzaron un álbum de pop estilo R&B, que fue bien recibido por la crítica, en el que destacaban algunas canciones como «Mystified», «Leave Me Now» —editado posteriormente como sencillo—, «Emptiness», «New York City» y «Love's Enough». Sin embargo el álbum resultó un fracaso comercial y significó la disolución de Black Russian. Poco después, Natasha Shneider y Serge Kapustin se divorciaron.
En 1987 su segundo marido Alain Johannes y Shneider lanzaron el álbum Walk the Moon bajo el sello MCA. En 1990 se formó la banda de Eleven con el baterista Jack Irons y lanzaron su primer álbum Awake in a Dream el año siguiente. El grupo iba a lanzar cuatro discos más en los próximos veinte años, con Irons abandonando el grupo durante el tercer disco —Thunk— en 1995 para tocar con Pearl Jam, y regresando por el cuarto álbum —Avantgardedog— en 2000.
Shneider y Johannes participaron con Josh Homme y otros artistas en The Desert Sessions, volúmenes 7 y 8. También contribuyeron en el álbum del 2002 Songs for the Deaf de Queens of the Stone Age, y se unieron a la banda como parte de su gira, en apoyo de su álbum de 2005, Lullabies to Paralyze —Alain Johannes también contribuyó en varias canciones para Lullabies.
También escribieron, interpretaron y produjeron con Chris Cornell para su álbum de 1999 de solista, Euphoria Morning, y formaron parte de su banda para la gira posterior.

## Carrera cinematográfica
Sahneider actuó en dos largometrajes, uno en el año 2010 en la película 2010: Odisea dos (título original: 2010: The Year We Make Contact) de 1984 y en la película Spiker (1985). También hizo aparición en programas de televisión como Miami Vice y Hill Street Blues. Ella escribió e interpretó la canción "Who's in control" para la película Catwoman de 2004.